# José Albino Bazán Padilla
José Albino Bazán Padilla es un narcotraficante actualmente preso en México, capturado el 4 de abril de 1985 en la Quinta California, en Costa Rica, junto con Rafael Caro Quintero.
José Albino, junto con Rafael Caro, Juan José Esparragosa y Ernesto Fonseca Carrillo lideraban la plaza o cártel de Guadalajara en esos tiempos. Además que José Albino contaba con su finado hermano y también afamado narcotraficante Miguel Ángel Bazan Padilla, quien tenía plaza en Tijuana, Baja California.
Albino Bazan cuenta con varias órdenes de captura en Estados Unidos, es uno de los fugitivos más buscados por la Drug Enforcement Administration (DEA) en la ciudad de Los Ángeles, por delitos contra la salud, conspiración para traficar cocaína y marihuana, y también se le acusa de haber participado en el homicidio y secuestro de un agente federal de la DEA, Enrique Camarena, cargos no comprobados aún.
Fue asesinado en enero de 2011 a las afueras de un supermercado cerca de su hogar